# Eisenbahnunfall von Turners Siding

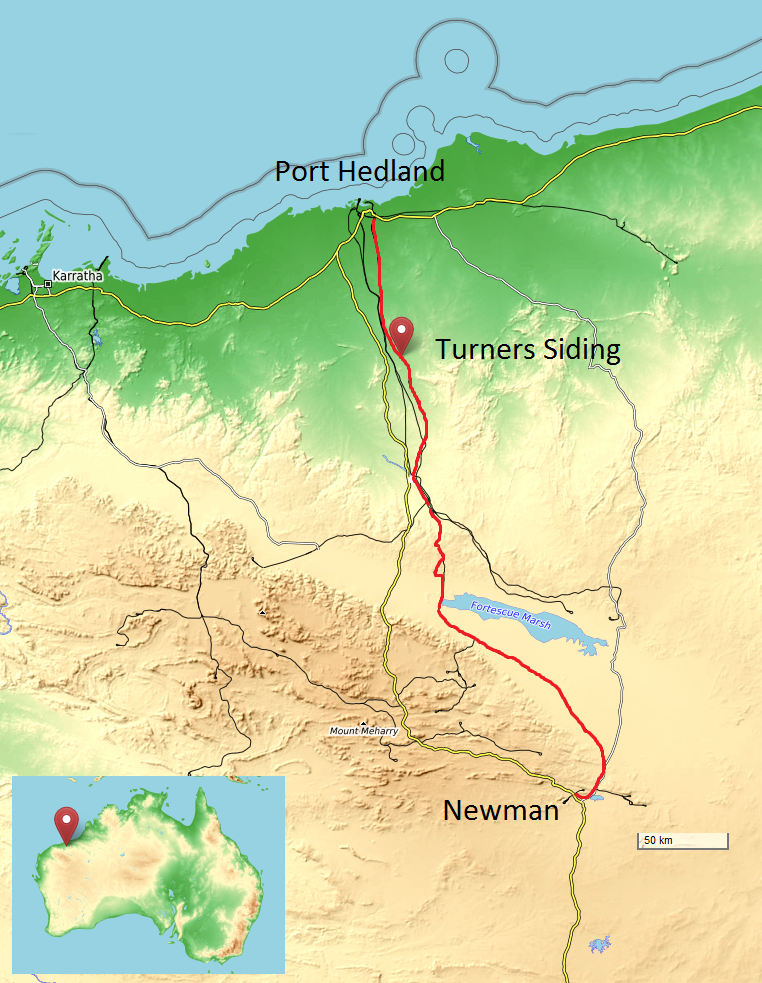
Karte mit eingezeichneter Unfallstelle

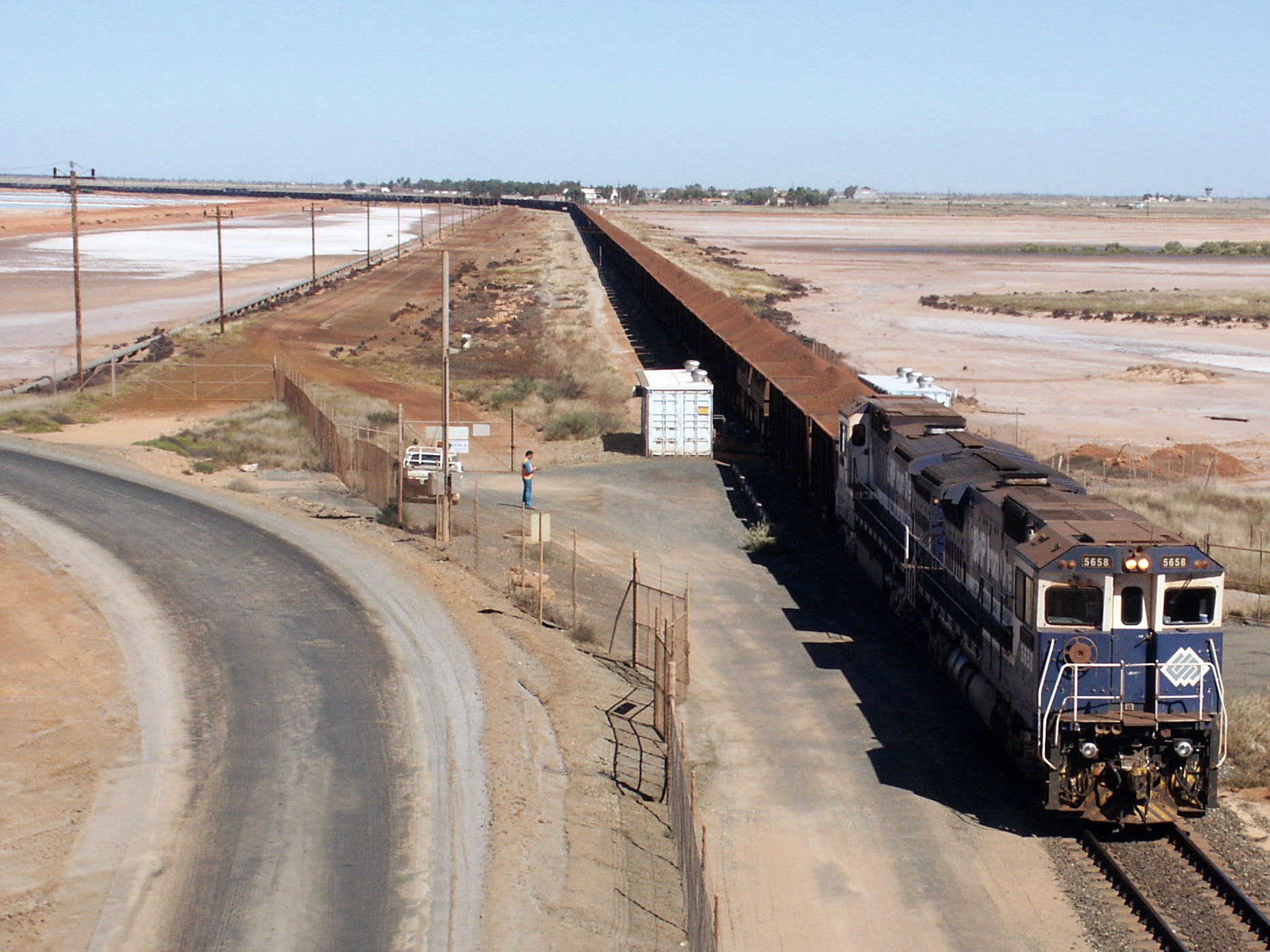
Eisenerz-Zug der der BHP Billiton in Port Hedland

Bei dem Eisenbahnunfall von Turners Siding wurde am 5. November 2018 in der Nähe von Turners Siding in der Region Pilbara, Westaustralien, ein extrem langer und schwerer Güterzug absichtlich zum Entgleisen gebracht, nachdem er außer Kontrolle geraten war.

## Ausgangslage
Die Bahnstrecke Newman–Port Hedland in Westaustralien gehört dem Bergbauunternehmen BHP Billiton. Sie ist eingleisig und läuft vom Landesinneren überwiegend mit Gefälle auf die Küste zu. Auf der Strecke verkehren ausschließlich Ganzzüge zum Transport von Eisenerz aus dem Tagebau zur Verladung im Hafen Port Hedland am Indischen Ozean. Die Züge sind sehr lang und werden in Mehrfachtraktion mit Diesellokomotiven befördert. Der Betrieb der Strecke wird aus Perth, etwa 1500 km von der Unfallstelle entfernt gelegen, ferngesteuert.
Die Züge sind mit mehreren Bremsen ausgestattet: Einer Bremse in der Lokomotive, Handbremsen an jedem Wagen und einer durchgehenden Luftdruckbremse und einer weiteren elektronisch gesteuerten Bremse, Automatic train protection system (ATP).
Der Zug mit der Nummer M 02712 war ein beladener Erzzug. Er bestand aus 268 Wagen und vier Lokomotiven und befand sich auf der Fahrt zum Hafen.

## Unfallhergang
Der Lokomotivführer, der sich auf der vordersten Maschine befand, stellte gegen 3:39 fest, dass die Kommunikation zum Zugschluss nicht mehr funktionierte. Das löste zugleich eine Bremsung aus. Der Zug kam etwa 210 km vor Port Headland zum Halten. Der Lokomotivführer informierte die Zugleitstelle, die den Zug signaltechnisch gegen den übrigen Verkehr isolierte und schickte Techniker zum liegen gebliebenen Zug. Zusätzlich mussten aber – wegen des Gefälles – die Handbremsen an dem Zug angezogen werden. Auf Anweisung der Zentrale stieg der Lokführer kurz vor 4:00 Uhr aus. Darüber, ob er zuvor die Feststellbremse ordnungsgemäß betätigte, liegen unterschiedliche Angaben vor. Auch soll diese nur Wirkung auf die Lokomotive haben, nicht auf den restlichen Zug. Der Lokomotivführer begann, den Zug abzulaufen und dabei an jedem Wagen die Handbremse anzuziehen. Er ging davon aus, dass die Techniker das Gleiche, beginnend vom Zugende her, machten. Er stellte auch fest, dass das Steuerungskabel für die Bremse zwischen dem 10. und 11. Wagen beschädigt war. Das bedeutete, dass die Luftdruckbremse hinter dem 10. Wagen nicht mehr wirksam war.
Da die Strecke nun signalmäßig für andere Züge gesperrt war, kam zu dieser Zeit der Leerzug mit der Nummer M 02727, der in der Gegenrichtung verkehrte, in der Kreuzungsstelle Garden South, die in der Nähe liegt, zum Halten. Die alarmierten Techniker verwechselten die beiden Züge und legten die Handbremsen der Wagen an dem Leerzug an. Sie meldeten der Steuerungszentrale auch, dass sie nun die Bremsen anlegten.
Gegen 4:40 Uhr, der Lokomotivführer befand sich am 73. Wagen und in erheblicher Entfernung von seiner Lokomotive, lösten sich die Bremsen des elektronischen Bremssystems, die den Zug zum Stehen gebracht hatten und entsprechend programmiert waren. Damit setzte der Zug sich in Bewegung. Der Lokomotivführer alarmierte die Zentrale. Der Lokomotivführer des Leerzuges sah den entlaufenen Zug in der Kreuzungsstelle mit etwa 50 km/h und quietschenden Bremsen an seinem Zug vorbei fahren und verständigte die Zentrale ebenfalls. Diese wiederum alarmierte alle anderen Lokomotivführer auf der Strecke, deren Züge sich vor dem Geisterzug befanden, damit sie ihre Züge anhielten, verließen und sich möglichst weit vom Gleiskörper weg begaben. Der entlaufene Zug erreichte im Gefälle eine Geschwindigkeit von bis zu 160 km/h.
Die Betriebskontrolle in Perth brachte den Zug gegen 5:30 Uhr nach 92 km in einem menschenleeren Gebiet gezielt zum Entgleisen. Aufgrund von zwischenliegenden Steigungen hatte er dabei noch eine Geschwindigkeit von 144 km/h. Nur die beiden führenden Lokomotiven und der erste Wagen sowie die letzten 22 Wagen des Zuges blieben im Gleis. Die übrigen Fahrzeuge entgleisten.

## Folgen
Niemand wurde verletzt. 245 Wagen, zwei Lokomotiven und zwei Kilometer Gleis wurden zerstört, als der Zug entgleiste. Der direkte Schaden soll etwa 30 Mio. Euro betragen, der tägliche Produktionsausfall etwa 36 Mio. Euro. Wie lange die Strecke unterbrochen bleibt, war im November 2018 noch nicht abzusehen. Kurz nach dem Unfall ging der Betreiber davon aus, dass der Betrieb nach einer Woche wieder aufgenommen werden könne.
Die BHP entließ den Lokführer musste aber schließlich in einen arbeitsrechtlichen Vergleich einwilligen.